# Бад Ибург
Бад Ибург (на немски: Bad Iburg) е град в окръг Оснабрюк в Долна Саксония (Германия) с 10 571 жители (към 31 декември 2013). Градът се намира на 16 km южно от град Оснабрюк и е признат балнеологичен курорт.
От около 1100 г. Ибург е седем века резиденция на епископите на Оснабрюк.